# Dmitri Litvínov
Dmitri Ivánovich Litvínov (translitera al ruso cirílico Дми́трий Ива́нович Литви́нов ) ( 1854 -1929) fue un botánico, horticultor y fitogeógrafo ruso.

## Biografía
Curador del Museo botánico de la Academia de Ciencias (desde 1898).
El flujo de los bosques de pino, en las montañas calcáreas, de Rusia europea, le permite proponer la hipótesis sobre su naturaleza relicta. De acuerdo con estas ideas, con la retracción de los glaciares la parte de la flora en sus extremos comenzó a extenderse hacia el norte, parcialmente desaparece en las planicies de Rusia Europea, después de haber estado preservada en los campos montañosos adyacentes, en parte sobrevivió hasta la actualidad en montañas de boro (Litvínov, 1890). Rechazando la naturaleza independiente de la flora Ártica, considerándola como derivada de la flora alpina de las montañas más septentrionales

## Obra
- Литвинов Д.И.Геоботанические заметки о флоре Европейской России.(Notas fitogeográficas de la Rusia europea) Бюллетень Société Impériale des Naturalistes de Moscou. 1890. N.º 4. С. 322–434
- Литвинов Д.И. О реликтовом характере флоры каменистых склонов в Европейской России.(Acerca de la naturaleza relicta de la laderas petreas de la Rusia europea) Труды Ботанического музея Академии наук. 1902. Вып. 1. С. 76–109
- Литвинов Д.И. Библиография флоры Сибири.(Bibliografía de la Flora de Siberia) Труды Ботанического музея Академии наук; вып. 5. СПб.: Типография Академии наук, 1909
- Литвинов Д.И.Следы степного послеледникового периода под Петроградом. (Trazas de la estepa del período post-glacial próximo a San Peterburgo) Труды Ботанического музея Академии наук. 1914. Т. 12. С. 246–269

- La abreviatura «Litv.» se emplea para indicar a Dmitri Litvínov como autoridad en la descripción y clasificación científica de los vegetales.[1]